# Olkijavroaivi
Olkijavroaivi är ett berg i Finland. Det ligger i Enare i landskapet Lappland, i den norra delen av landet, 1 000 km norr om huvudstaden Helsingfors. Toppen på Olkijavroaivi är 402 meter över havet.
Terrängen runt Olkijavroaivi är platt åt sydost, men åt nordväst är den kuperad.  Trakten runt Olkijavroaivi är nära nog obefolkad, med mindre än två invånare per kvadratkilometer. Det finns inga samhällen i närheten. Omgivningarna runt Olkijavroaivi är i huvudsak ett öppet busklandskap.